# 山﨑武司
山﨑 武司（やまさき たけし〈現役引退時の登録名〉、旧登録名および本名：山崎 武司〈読み同じ、#登録名も参照〉、1968年11月7日  - ）は、日本の元プロ野球選手（内野手・外野手・捕手・指名打者、右投右打）。愛知県東海市生まれ、同県知多市出身。
愛称は「ジャイアン」。
現役時代は主に中日ドラゴンズ、東北楽天ゴールデンイーグルスで通算27年間にわたり活躍。通算403本塁打を記録した強打者であると共に、本塁打王に2回（1996年、2007年）、打点王に1回（2007年）輝いており、史上3人目のセ・パ両リーグでの本塁打王の達成者。野球選手現役引退後の2014年以降は野球解説者として活動しているほか、カーレーサーとして四輪車レースにも参戦している。

## 経歴

### プロ入り前
愛知県東海市で3人兄弟姉妹の第3子として生まれた。父親は長崎県出身かつ読売ジャイアンツ（巨人）ファンで、柔道の元国体選手であり、新日本製鉄の社員だった。また母親は身長162 cmと、女性にしては大柄だった。出生時の体重は4120 gで、兄と姉が1人ずついる。
父親が東海市の新日本製鉄名古屋製鉄所に勤めていた縁から、東海市の東山保育園を卒園し、東海市立富木島小学校に進学したが、小学校2年生の時に東海市に隣接する知多市にしの台に引っ越し、それからプロ入り後に結婚するまでは知多市で暮らした。中日球団の公式プロフィールでは出身小学校は知多市立佐布里小学校となっており、同小学校を1980年度（昭和55年度）に卒業している。
幼少期から中日ドラゴンズの本拠地・ナゴヤ球場へ野球観戦に行っていたが、周囲のほとんどが中日ファンであった一方、山﨑自身は読売ジャイアンツ（巨人）のファンだった。これは九州出身である父親の影響に加え、山﨑自身も「他人と同じなのが嫌」という性格や「（当時巨人が強かったことから）強いチームへの憧れ」が要因だった。
小学校2年生の時、野球好きだった父親の影響で少年野球チームに入団、地元の「にしの台少年野球教室」で軟式野球に打ち込んだ。主に左翼手を守る。知多市立八幡中学校2年生までは右翼手としてプレーしたが、3年生で捕手に転向する。なお、中学の先輩には伊藤敦規が、後輩には自身より16歳年下で、2012年 - 2013年にチームメイトだった浅尾拓也、小山雄輝がいる。山﨑は浅尾の義兄と八幡中時代に野球部でチームメイトだったほか、浅尾を野球教室で指導したこともあった。
中学卒業後は工藤公康への憧れから、彼と同じ愛知県名古屋市の愛知工業大学名電高等学校へ進学する。愛工大名電高校では2年生だった1985年に捕手のレギュラーとして定着し、同年夏の愛知大会では愛工大名電のベンチ入りメンバー17人で唯一の2年生だった。当時は身長180 cm、体重80 kgで、エースの福田一成（3年生）とバッテリーを組んでいた。同大会で愛工大名電は決勝戦まで進出、同年7月30日にナゴヤ球場で行われた決勝戦で、山﨑は7番・捕手として先発出場した。愛工大名電は東邦高校を相手に7回裏まで3対1とリードしていたものの、8回表に3失点を喫して3対4と逆転を許した。その裏に1点を返して追いついたが、9回裏に無死満塁のチャンスを迎えながらサヨナラ勝ちのチャンスを逃し、延長12回表に4失点を喫して4対8で敗退、夏の甲子園出場を逃した。同年の秋には中村豪監督の下で先輩などからの推薦により新主将に任命され、3年生になった1986年の夏までは主将を務める。3年生だった1986年夏の愛知大会当時は身長180 cm、体重90 kgで、同大会では主将かつ正捕手として、エースの金田剛士や2番手投手の金井慎司（いずれも3年生）とバッテリーを組んでおり、打線の大黒柱を担っていた。また1年後輩に松久保新吾がいる。当時はチャンスに強く、6月までに通算53本塁打を放っていたことから県内のみならず全国でも屈指の強打者として注目されており、安達豪也（3年生）や松久保とともに組むクリーンナップは県内最強級と評されていた。しかし同大会で打った本塁打は同年7月25日に開催された富田高校との第3戦（瑞穂球場）で放った1本（通算56本目）のみで、同月27日の5回戦（刈谷球場）では東邦高校に5対0で完封負けを喫した。高校時代の3年間で甲子園など全国大会に出場した経験はなかったものの、通算56本塁打を放つ。特に2年生の秋からは通算38本塁打を記録した。
背筋力260 kgのパワーと、遠投120 mの強肩で注目され、1986年度ドラフト会議を前に、「高校、大学ら社会人を通じてもナンバーワン捕手」「指名確実」と高い評価を得ていた。一方で山﨑自身は自著で、当時は巨人への入団を切望していた一方、中日・南海ホークス・広島東洋カープには「絶対に行きたくない」と考えていたと述べている。これは高校を通じて巨人から指名の確約を得ていたことに加え、地元の中日に入団すると知り合いも多く、思う存分にプレーできないと考えていたこと、南海や広島は全国的に人気のある球団とは思わなかったことが理由だった。また、行きたくない球団は「1番が中日、2番目が南海、3番目が広島」であり、南海は「貧乏球団でお金がない」、広島は「日本一練習がきつい」と聞いていたため、行きたくなかったとも語っている。しかしドラフト会議では山﨑は巨人からは指名されず、中日が2位指名で交渉権を獲得、当時の『中日スポーツ』では自宅へ喜びの電話報告をする山﨑の姿が報じられていた。一方、系列である愛知工業大学の投手であった西崎幸広は日本ハムファイターズから1位指名を受けたが、山﨑は指名後の会見で同席した西崎から「お前、いいよな、セ・リーグで、ドラゴンズに入れて」と言われ、それがきっかけで地元におけるドラゴンズの影響力の大きさを実感し、入団を決意したという。後に契約金4000万円、年俸400万円（金額は推定）で入団に合意したことが報じられたが、本人は実際の契約金は4300万円であったと語っている。愛工大名電高校の捕手がドラフト指名されたのは、1981年の山本幸二（巨人）以来だった。背番号は「22」。

### 中日時代

#### 若手時代
入団直後は先輩たちから「若年寄」と呼ばれ、豊田誠佑らから「生意気だ」とよく怒られていたが、エースの小松辰雄らからは可愛がられていた。
プロ1年目の1987年は春季キャンプで憧れていた落合博満と相部屋になったが、後に落合について自著で「落合さんだけは『後輩をかわいがる』という感覚が全くなく、誰であっても寄せ付けないオーラを発し続けていた。バッターとしては目標にしてもよいが、人間性は真似したくない」と述べている。同年は一軍（セントラル・リーグ）だけでなく、二軍のウエスタン・リーグでも公式戦への出場機会はなく、ドラフト同期の荒川哲男とともにアメリカ合衆国へ野球留学。MLB球団のロサンゼルス・ドジャース傘下であるルーキーリーグ球団ガルフ・コーストリーグ・ドジャースで三塁手としてプレーした。帰国後には捕手に戻る。しかし、中日入団後は2学年上の中村武志が正捕手の座を固めていた一方、自身は一軍での出場機会を得られず、捕手として育成されていたことから最大のセールスポイントだった打撃の練習を十分にできず、捕手であることに嫌気が差していた。同年オフ、年俸400万円で契約更改した。
1988年も一軍出場はなく、1年間を通して二軍でプレーした。プロ入り後は強打を生かすため一度三塁手にコンバートされていたが、2年目の同年は強肩と捕手陣の手薄さから捕手に再転向した。当時、中日は「1ポジション、最低2人」で競争させる構想を立てていたが、中村と競合する捕手はベテランの大石友好や大宮龍男しかいなかったことから、若手捕手陣の強化のため、中村と年齢の近い山﨑を捕手に再転向させたものである。同年は二軍で79試合に出場し、規定打席の216に到達、286打数71安打、打率.248、14本塁打、43打点、4盗塁を記録、本塁打と打点はいずれもチームトップだった。同年のジュニアオールスターゲームの試合前に行われた本塁打競争では、打球飛距離120 mを2本、110 mを1本放った。また同年に中日の本拠地・ナゴヤ球場で開催されたオールスターゲーム第2戦ではブルペン捕手を務めたが、この時には初めて巨人のスター選手たち（中畑清ら）を目にして感動するとともに「俺もこの人たちに負けないように頑張ろう」と決意した。同年オフ、年俸460万円で契約更改した。
1989年はジュニアオールスターゲームで2点本塁打を放ち、ウエスタン・リーグはイースタン・リーグに敗れたものの、敢闘賞を受賞する。同年は二軍でウエスタン・リーグ公式戦74試合に出場し、247打数83安打、打率.336、15本塁打、60打点、5盗塁を記録し、オリックス・ブレーブスの飯塚富司、トッド・ブラウンと同数で自身初の本塁打王を獲得、また同じく自身初の打点王を単独で獲得し、二冠王になった。また規定打席 (216) にも到達し、打率.336は山森雅文（オリックス・ブレーブス）の.366、谷真一（近鉄バファローズ）の.344に次ぐリーグ3位であった。同年は正捕手を担っていた中村武志の対抗馬として、9月初旬に初の一軍ベンチ入りを果たし、同年9月7日の対広島東洋カープ戦（広島市民球場）で一軍初出場を果たす。9月10日の対ヤクルトスワローズ戦では9回裏に内藤尚行から初安打となる左前安打を放つ。10月15日の対広島26回戦（広島市民球場）で捕手として先発出場し、上原晃とバッテリーを組むが、2イニングで6失点を喫して上原は降板、盗塁王を狙う正田耕三に5盗塁（1回裏に二盗、2回裏と5回裏にそれぞれ二盗と三盗）を許し、また2度にわたり悪送球で失点を出した末、代打で途中出場した中村武に交代した。正田はこの試合で中村武からも1盗塁を決め、1試合6盗塁の日本プロ野球タイ記録を樹立。この試合後には星野から「3年間、何をやっていたのか」と酷評され、首脳陣から「捕手失格」の烙印を押される格好となったが、結果的にはかねてから望んでいた野手（外野手）転向が叶うこととなった。最終的には一軍で20試合に出場し、29打数5安打、打率.172、0本塁打、2打点、0勝利打点、0盗塁、5四死球、11三振の成績を残した。同年オフ、年俸520万円で契約更改した。
1990年は二軍で72試合に出場、232打数62安打、打率.267、17本塁打、54打点、0盗塁の成績を残し、前年に続き二軍で本塁打・打点の二冠王を獲得したが、一軍では5試合の出場に終わり、7打数3安打、打率.429、0本塁打、0打点の成績だった。このころには強打は一軍でも十分通用するが、インサイドワークが課題と評されていた。同年の秋季キャンプでは左翼手にコンバートされる。同年11月29日、前年比180万円増額となる年俸700万円で契約更改した。12月19日には知多市内の実家近く（名鉄常滑線・新舞子駅付近）にて知人（元力士）が経営するちゃんこ鍋屋を訪れた帰りに近隣の精肉店の火災に遭遇し、ちゃんこ鍋屋店長たちと協力し、精肉店経営者一家（乳幼児含めた子供たち5人）を救出した。この件で地元の消防署から表彰を受け、セントラル・リーグからも特別表彰を受けた。
1991年はオープン戦で打てたことで、本人曰く「感じをつかんだ」という。同年5月9日の対横浜大洋ホエールズ戦（横浜スタジアム）で、田辺学からプロ初本塁打となる場外ソロ本塁打を放つ。しかし同年は26試合に出場したが、43打数6安打、打率.140、1本塁打、2打点、1犠打飛、0盗塁、7四死球、18三振の成績だった。同年からは徐々に一軍での出場機会も増えていったが、しばらくは一軍と二軍を往復する生活で一軍の出場機会に飢えていた。二軍では52試合に出場、179打数46安打、打率.257、14本塁打、38打点、0盗塁の成績を残したが、本塁打はチーム最多で、打点も前原博之と1打点差のチーム2位だった。同年オフの秋季キャンプでは、落合から「人命救助だけでなく、自分の身も助けないか！」と言われ、一心不乱に練習に打ち込んでいた。落合やヘッドコーチの徳武定祐は当時、山崎の素質を高く評価しつつも、本人に野球に打ち込む姿勢や若手の台頭による危機感が不足していることを指摘していた。
1992年は監督が星野仙一から高木守道に交代し、高木は山﨑を重宝していたこともあり、前年を上回る40試合に出場した。打撃成績も106打数25安打、打率.236の成績を残し、また初の複数本塁打となる4本塁打を記録した。また、8月19日の広島戦では川口和久からサヨナラ本塁打を放った。同年の二軍成績は39試合に出場、143打数51安打、打率.357、12本塁打、45打点、26四死球、1盗塁、15三振だった。同年11月27日には前年比50%増額となる年俸1200万円で契約更改した。このころまで「大砲候補」と言われ続けており、同年秋の沖縄キャンプでは張本勲から打撃指導を受けた。
1993年は開幕戦でスターティングメンバーとして出場し、最終的には一軍公式戦で77試合に出場、163打数、44安打、打率.270、3本塁打、17打点、3犠打飛、0盗塁、21四死球、43三振の成績を残したが、右手骨折の憂き目に遭った。また二軍では6試合に出場し、18打数、8安打、3二塁打、0三塁打、1本塁打、7打点、0盗塁、2四死球、1三振、打率.444の成績を残した。同年のシーズンオフには一塁手のレギュラーだった落合博満がフリーエージェント（FA）で巨人へ移籍し、大豊泰昭が左翼手から一塁手に転向したことで外野手のレギュラーに空きができた。またシーズン序盤の打撃と出場試合数倍増を評価され、同年11月30日には年俸1700万円（前年比500万円増額）で契約更改した。
1994年は外野手の定位置奪取を目指しており、また大豊とともに打線の新たな軸として期待されたが、彦野利勝が故障から復帰したことなどから出場機会が激減し、1年間を通して目立った活躍は出来なかった。同年10月8日の「10.8決戦」の当時は左手を骨折しており、プレーできない状態だった。同年は右の代打として起用され、27打数9安打、打率.333、2本塁打、10打点を記録。一軍成績は38試合に出場し、42打数、11安打、打率.262、3本塁打、13打点、0犠打飛、0盗塁、8四死球、13三振で、同年には2年間骨折に悩まされていた左手のひらを手術した。二軍では4試合に出場、12打数、4安打、2二塁打、0三塁打、0本塁打、1打点、0盗塁、1四死球、2三振、打率.333の成績を残した。同年までの8年間（実働6年間）の通算成績は打率.241、94安打、11本塁打で、このころには「春だけ男」と呼ばれており、猛練習で知られていた大豊からは「遠くへ飛ばす素質は僕以上。だが玉は磨かなければ光らない」と評されていた。同年11月30日には年俸1900万円で契約更改した。同年オフに妻と結婚し、12月6日に挙式した。中学時代の恩師は2年後の1996年に山﨑が飛躍した理由について、結婚により妻からの精神的な支えができたことが要因であると分析しており、本人も結婚後、妻が故障予防のための減量に協力してくれたことが好成績の要因であると語っている。

#### レギュラー定着
1995年は開幕前のキャンプではプロボクサー（WBC世界バンタム級チャンピオン）の薬師寺保栄 に師事し、ボクシングの練習を取り入れた。同年はレギュラー外野陣およびロッテから移籍のメル・ホールや主軸の大豊も不調であったことから出場機会が増えた。同年6月28日の対ヤクルト11回戦（ナゴヤ球場）で9回裏に小坂勝仁から10号2点本塁打を放ち、自身初の2桁本塁打に到達した。同年7月2日の対横浜戦（横浜スタジアム）で左脇腹肉離れ（全治2週間）の怪我を負い、翌3日に出場選手登録を抹消されるが、同月26日には一軍の練習に復帰し、8月3日、全治1か月の重傷を負ったアロンゾ・パウエルに代わって再び出場選手登録されると、同日の対横浜18回戦（ナゴヤ球場）ではパウエルの代役として四番に起用され、6回裏には12号本塁打を放つ。しかし、同月18日の対広島戦で左足首を故障し、関節捻挫で全治2週間と診断されたため、翌19日に再び出場選手登録を抹消される。同年10月8日の対ヤクルト戦（ナゴヤ球場）では8回裏、約2か月ぶりの本塁打となる勝ち越し14号本塁打を放った。一軍の試合出場数は故障が原因で66試合にとどまったが、203打数、59安打、打率.291、16本塁打、39打点、4犠打飛、2盗塁、26四死球、56三振の成績を残した。また二軍では10試合に出場、37打数、9安打、3二塁打、0三塁打、2本塁打、9打点、0盗塁、6四死球、6三振、打率.243の成績を残した。同年11月末の秋季キャンプ終了時には監督に復帰した星野仙一（1991年以来）から「来年2月の春季キャンプまでに（当時110 kgの）体重を20 kg減量しろ」と命じられ、2か月で体重を88 kgまで減量した（22 kg減）。同年12月15日には前年比47%増額となる年俸2800万円で契約更改したと報じられたが、実際の翌シーズンの年俸は3000万円だったと報じられている。

#### 本塁打王獲得
1996年は減量が功を奏し、怪我に弱い体質が変わったことに加え、7，8分の力で打つことを覚え、これが同年に本塁打を量産できた要因となった。打順こそ下位だったが、開幕からレフトに固定され、同じく下位に固定された大豊とともに快打を連発した。6月19日の対巨人戦では8回裏に槙原寛己から5番・音重鎮に続いて本塁打を放ち、山﨑の後の大豊も本塁打を放ったため、3者連続本塁打となった。6月は打率.403、13本塁打、33打点を記録し、月間MVPに選ばれる。レギュラーシーズン序盤は打率、本塁打、打点の3部門でトップとなり、オールスターゲームにも監督推薦で出場する。チームメイトの大豊や松井秀喜（巨人）・江藤智（広島）と本塁打王のタイトルを争い、最終的には山﨑（39本塁打）が大豊・松井の両名（ともに38本塁打）を抑え、本塁打王を獲得した。打率はリーグ4位の.322、打点もルイス・ロペスに次ぐ107打点を記録している。また、同年はリーグ最高長打率（.625）も記録しベストナインに選ばれた。同年は一軍で127試合に出場、453打数、146安打、39本塁打、107打点、3犠打飛、1盗塁、46四死球、95三振、打率.322の成績だった。二軍では1試合のみ出場、5打数、2安打、1二塁打、0三塁打、1本塁打、1打点、0盗塁、0四死球、1三振、打率.444の成績を残した。同年5月1日の対巨人戦（ナゴヤ球場）では5回裏に巨人のバルビーノ・ガルベス投手が投げた球速141 km/hの速球が自身の頭部を掠めたことで激怒し、マウンドに詰め寄ってもガルベスが謝罪しなかったどころか応戦してきたことから殴り合いになり、両者とも退場処分を受けたほか、試合が30分以上も中断する大乱闘のきっかけになった。山﨑自身は後に楽天時代にもタフィ・ローズ（2007年）、ジェレミー・パウエル（2008年）と外国人選手を相手に騒動を起こしたが、自著ではそれらの経験を踏まえ外国人選手たちに対し「日本人であること、プロ野球選手として日本でプレーできることを誇りに思っているから日本を冒涜する行為は絶対に許さない。日本のルールを守らない者にプレーする資格はない」「アメリカに『謝ったら負け』という文化が浸透しているにしても、日本でプレーする以上は礼節を重んじ、真剣勝負の中で道を外したら謝罪すべき。日本で成功したければ日本の文化を学ぶべきだ」と述べている。同年12月14日には前年比5500万円増額となる年俸8500万円で契約更改したが、この時に結んだ契約は、年俸とは別に本塁打王のタイトル料1000万円、さらに本塁打・打点について同年並みの成績を残せば1000万円の出来高がつく契約内容だった。

#### ナゴヤドーム移転後
1997年は中日の本拠地がナゴヤ球場から外野が広いナゴヤドームへ移転し、守備の負担が増えたことなどから打撃成績を大幅に落とす。また、チームもリーグ最下位に終わった。同年12月4日には前年比1000万円減額となる年俸7500万円で契約更改した。
1998年は昨年オフにトレードで阪神タイガースへ移籍した大豊に代わり、左翼手から一塁手に転向する。8月18日の対ヤクルト戦では2回表にマーク・エーカーから史上198人目となる通算100号本塁打を放つ。27本塁打は松井（34本）、江藤（28本）に次ぐリーグ3位で、チームメイトのレオ・ゴメス（26本）を上回り、チーム最多であった。最多勝利打点の16打点で表彰され、最優秀JCB・MEP賞を受賞する。一方で打率は.255止まりで、打点は86を記録したものの、優勝争いの相手である横浜相手に7連敗を喫していた間は2打点に終わった。同年オフの12月22日には推定年俸9500万円で契約更改したが、最優秀JCB・MEP賞のタイトル料500万円を加味すると1999年度の年俸は実質1億円となった。11月1日のセントラル・リーグ東西対抗戦では3点本塁打を放ち、MVPとなった。
1999年、チームは開幕11連勝を記録し、山崎本人もこの間は打率.343、2本塁打、12打点、4月の得点圏打率は.381と打撃好調だった。同年は主に6番を任され、5月9日の対広島戦（広島市民球場）では球団史上8人目となる3打席連続本塁打を放ち、7打点を挙げた。同月はいずれもチームトップとなる9本塁打・20打点を記録したが、6月以降は打撃不振に陥り、同月は0本塁打・2打点に終わる。7月は打率は低調だったものの得点圏打率は.353と好調で、それぞれチームトップの7本塁打・19打点を記録し復調した。しかし8月は9試合を欠場し、得点圏では7打数0安打、打点はいずれもソロ本塁打による2点のみと再び低迷した。9月にリーグ優勝マジックが再々点灯して以降は7試合で4本塁打と復調したが、同月9日の対阪神戦（甲子園球場）では首の寝違えで欠場したゴメスに代わり、114試合目で同シーズン初となる4番でスタメン出場し、1回に川尻哲郎からチームにとって16試合ぶりとなる初回先制打を記録、3点ビハインドで迎えた8回にはバックスクリーンへ24号2点本塁打を放った。同月11日の対ヤクルト戦（ナゴヤドーム）では4回裏、2ストライク0ボールの場面で相手投手・伊藤智仁が外角低めに投げた球を見送ったところ、球審の西本欣司からストライクの判定を受け、抗議するも判定は変わらず、ベンチからバットや肘当てをグラウンドに投げ入れたことで侮辱行為として退場処分を受けた。同年のリーグ優勝決定前最後のホームゲームとなった9月26日の対阪神戦（ナゴヤドーム）では、2点ビハインドの2対4で迎えた9回裏に福原忍から28号となる逆転サヨナラ3点本塁打を放ち、打った瞬間バンザイでサヨナラ本塁打を確信した。著書で山﨑本人は、この年から内野守備走塁コーチに就任した高代延博と確執があり、高代の進言によりスタメンを外れることが多くなったことについて言及した上で、高代について「監督に媚を売る指導者は必要ない」と批判している。この年の中日はリーグ優勝を争っていたが、この前日には山﨑は先発出場せず、当日も本塁打を放つまでは無安打だった。前日までの起用のされ方に不満を持っていた山﨑は本塁打を放った後、一塁へ走る際にベンチにいた監督の星野仙一に向かって、「おっさんボケ〜！俺を出しとけば、ちゃんと打つんじゃ！」と言い放った。しかし、9月30日に11年ぶりのリーグ優勝を決めた対ヤクルト戦で一塁手の守備の途中、打者走者の真中満と交錯して左手首を骨折し、ビールかけを見守ることしかできず、福岡ダイエーホークスとの日本シリーズにも出場できなかった。同年は4年ぶりに規定打席未到達に終わり、113試合に出場して打率.246、28本塁打、75打点と打撃成績は思わしくなかったが、オフの契約更改ではナゴヤドーム最終戦で放ったサヨナラ3点本塁打が高く評価され、前年比500万円増となる年俸1億円で契約更改した。
2000年はオープン戦でスパイクシューズを忘れたが、当時の監督だった星野には忘れたとは言えないということで、「今年はこれ（スパイクを履かないスタイル）で試合に出る」ということにした。そのため、この年はスパイクを履かないで打席に立った。7月12日の対阪神戦で7回裏に吉田豊彦から史上114人目となる通算150号本塁打を放つ。オールスターゲームにも監督推薦で出場し、松坂大輔から2点適時打を打つなどの活躍でMVPとなる。この年は上記のスタイルで出場を続けた結果踏ん張りが効かず、前年の手首の骨折もあって流し打ちのスタイルとなり、最終的にはリーグ7位となる打率.311と高打率を記録したが、契約更改では18本塁打、68打点が少ないことを指摘され、2001年1月16日に前年比2000万円増額の年俸1億2000万円で契約更改した。
2001年は10月6日の対広島戦で史上376人目となる通算1000試合出場を達成。同年はチーム最多の25本塁打を放ったが、打率は.238、打点は51と低調な結果に終わった。同年7月25日時点で、得点圏打率はチーム最下位の.174に低迷していた。また同年5月19日にはフリーエージェント (FA) の権利を取得し、同年オフの契約更改では、本人は3年総額5億円の契約を希望した一方、1回目の契約交渉で球団から提示された条件は希望総額に5000万円満たない3年総額4億5000万円の契約だった。また当時、中日には一塁手として山﨑以外にゴメス、大豊の計3人がいたことに加え、同年オフに球団が新外国人として、当時韓国の斗山ベアーズに在籍していたタイロン・ウッズの獲得に動いており、仮にウッズの獲得に成功した場合、4選手による一塁手争いが発生することになるため、山﨑はこれを不安視していた。浜松秋季キャンプ中に行われた2回目の契約交渉でも球団からの提示条件は変わらず、FA権の行使を決意する。中日の生え抜き選手のFA権行使は初で、当時右の長距離打者を補強ポイントとしていた横浜ベイスターズが山﨑の獲得に動き、山﨑本人が希望していた3年総額5億円の契約を提示した。このため本人も横浜への移籍に傾くが、最終的には中日の提示した再契約金と3年間の年俸を含めた総額4億5000万円の契約条件を受け入れ、残留した。中日球団は山﨑との契約交渉の過程で、当初提示した条件に加え、出場試合数や本塁打数など複数項目ですべての条件をクリアすれば5000万円程度の出来高を追加で支払う条項を盛り込んでいた。同年12月27日、中日と正式に契約更改を行った。契約交渉にあたり、新監督に就任した山田久志からは「来季もお前が必要だ」と伝えられており、本人も残留を決意した際に山田に電話で意向を伝え、「また一緒に頑張ろうな」と声を掛けられていた。なお中日は最終的にはウッズの獲得は断念し、新外国人として外野手のスコット・ブレットを獲得している。
2002年はオープン戦から不調で、4月末には二軍へ降格。二軍戦でも不調が続いたが、ゴメスの故障により、7月から一軍復帰。しかし、7月26日の対阪神戦では同点で迎えた9回表一死満塁のチャンスで空振り三振。チームもその裏に蔵本英智のエラーでサヨナラ負けする。試合後、山田は「どこかでブツッと切れてしまう。まるでお通夜みたいなもんだ。それと使った俺が悪いんだけど、チームを奈落の底に突き落としてしまう選手がいる。何とかしてくれたらいいんだけどな」と発言する。この発言が山﨑を指したものか不明であったが、山﨑は「蔵本じゃない。今日は俺だ。俺が打っていれば、ミスもなかったんだ」と話した一方、先述のように山田の慰留で中日に残留した経緯もあり「山﨑って名指しで言えよ！」と不信感も抱いていた。その後はほとんど出場機会がなく、二軍戦にも出場しない時が多かった。結局、同年は26試合の出場に終わり、打率.192、2本塁打、5打点と不本意なシーズンとなった。

##### オリックスへのトレード劇
『大阪日刊スポーツ』によれば、2002年のシーズン途中からオリックス・ブルーウェーブなどパシフィック・リーグの3球団が山﨑に関心を示し、中日に獲得を打診していたという。オリックスは当時、長距離打者不在に悩まされ、2002年シーズンはパ・リーグ最下位に終わっていたことから山﨑の獲得に動いていた。
また本人もレギュラーシーズン終了後、自ら球団社長の西川順之助にトレードしてほしい旨を直訴しており、同年12月18日には気持ちの整理をつけてからサインするといて契約更改を保留したが、複数年契約中の選手が契約更改を保留することは異例と報じられている。しかし同月24日、2度目の契約交渉で現状維持となる年俸1億2000万円で契約更改しており、この時点では残留を決断していたとも報じられた。
だが同月30日、オリックスが正式に山﨑へのオファーを出し、これを受けた中日球団は山﨑に対し、移籍を模索する提案をした。山﨑は年明け後の2003年1月5日、トレードを受諾する意向を伝え、同月7日、平井正史との交換トレードでオリックスへ移籍することが発表された。FA権を行使して希望の球団を選んだ選手が、契約期間中に他球団へ移籍する事例は過去に例がなかった。当時の中日は新外国人選手の一塁手候補としてイバン・クルーズを獲得しており、また四番打者候補としてもう一人の新外国人の獲得を目指していたことから、山﨑は戦力構想から外れる公算が大きいと報じられていた。山﨑本人は自著で、当時は悲しさよりむしろ「俺を出した中日を見返してやる」という意気込みの方が強かったと述べている。同月16日にオリックスへの入団会見が行われ、背番号は5と発表された。移籍発表後も同月17日からオリックスのキャンプ地である宮古島へ渡る31日まで、ナゴヤ球場で行われた中日の合同自主トレーニングに参加した。

### オリックス時代
2003年は8月19日のダイエー戦で2回表に倉野信次から史上77人目となる通算200号本塁打を放った。同年は110試合に出場し、低打率に苦しみ規定打席にも到達できなかったが、チームの日本人選手の中では最多の22本塁打を放った。また、8月25日の日本ハム戦の2回裏の打席で投球の判定に対し白井一行球審に侮辱行為をしたとして退場処分を受けた。
2004年は4月27日からの西武ライオンズの3連戦（ナゴヤドーム）で監督の伊原春樹は地元出身選手として先発出場を約束。初戦は4番・指名打者として先発出場して3打数2安打と活躍した。ところが、この試合中に負傷した谷佳知が翌日に3番・指名打者として先発出場する。山﨑は関係者も多数招待していた試合での先発落ちにショックを受け、試合開始前に帰宅。その直前には監督室にバットを放り投げ、ゼネラル・マネージャーの中村勝広に伊原の解任を直訴するなどの行為を行った。これが「職場放棄」などと見なされ、翌日には懲罰的な意味で登録を抹消された。この「ボイコット事件」について山﨑本人は、試合に出られる心理状態ではないという伊原の判断の下、許可があったために帰宅したと述べている。それ以降、一軍と二軍を何度も行き来することになり、9月にはチームを離れ自身の実家に戻った。また、レギュラーシーズン最終戦の前には伊原から和解を求める電話があったが、再びチームに戻ることはなかった。しかし、伊原とは退団後に和解し、雑談や会話をすることもあると自著で語っている。
この年は最終的に62試合の出場に留まり、4本塁打、打率.245と前年から成績を落とした。同年10月にはオリックスGMの中村勝広から電話で戦力外通告を受け、同月6日には球団から正式に戦力外通告を受けた。この時に中日やオリックスで人間関係のトラブルから野球がまともにできず、嫌気が差して一度は引退を考えたが、団野村や高校の先輩・工藤公康の説得と長男からの応援により、現役続行を決意。同時期に新規参入の東北楽天ゴールデンイーグルスの監督・田尾安志に評価され入団オファーを受け、山﨑は「野球はもう、結構です」と一度は断ったものの、団の「それだと俺も困るんだよ」との説得や、田尾からも熱烈な誘いも有り承諾した。12月11日、年俸5000万円+出来高払いの契約条件で楽天と正式に契約を結んだ。背番号は長女の名前にちなんで「7」を選んでいる。

### 楽天時代
2005年は3月26日にチーム史上初の公式戦である千葉ロッテマリーンズ開幕戦では5番・指名打者で先発出場。開幕直後に右手に死球を受け、二軍（イースタン・リーグ）で治療に専念するなどレギュラーシーズン当初は活躍できなかったが、この年から始まったセ・パ交流戦より徐々に調子を上げ、5月7日の巨人戦では9回裏に前田幸長から球団史上初の代打本塁打を、6月には4試合連続の5本塁打を放ち、交流戦後には4番・指名打者に定着。7月2日の日本ハム戦では3回裏に江尻慎太郎から史上234人目、通算1000本安打となる左前安打を放つ。プロ入り19年目での達成となった。7月27日の対日本ハム戦の試合前に宮城県仙台市内の小学校を訪問し、子供たちに「本塁打を打つ。」と約束して臨んだこの日の試合で満塁本塁打を放った。当時、右打者のバッティングの基本である「右足重心」という言葉さえも知らなかった状態で、監督の田尾により基本を徹底的に指導された。田尾の指導によるフォームの改造により、118試合に出場して5年ぶりの規定打席到達、チーム最多の25本塁打を記録したが、後年にこのフォーム改造が楽天時代に好成績を残せるようになった要因の一つだと本人は挙げている。田尾は後年「崩れているところがわかっていたので、バッティングを直せる自信があった。思った以上にやってくれた」と振り返っている。同年9月25日まで行われた楽天のホーム最終3連戦（対ロッテ戦）で『河北新報』記者が観客50人からアンケートを取ったところ、同年の楽天のチームMVP（最優秀選手）には山﨑を挙げる意見（9票）が最多だった。
2006年は新しく監督として野村克也が就任し、4番の座は西武から移籍してきたホセ・フェルナンデスに譲る。6月17日の対巨人戦では工藤から2打席連続本塁打、7月29日の対西武戦では涌井秀章から楽天初となる逆転満塁本塁打を放つ。なお、この本塁打はパシフィック・リーグ通算900本目の満塁本塁打である。8月5日には日本プロ野球史上49人目となる通算250本塁打を達成。「開幕からの小さな目標として来たので、達成できて嬉しいですね。」と喜びを語った。しかし、122試合に出場したが打率.241、19本塁打と前年を下回った。
2007年は開幕当初こそ不調が続いたが、前年より野村のアドバイスを積極的に取り入れたことがこの年より効果が表面化し、徐々に調子を上げた。4月1日の対オリックス戦の3回裏には吉井理人からホセ・フェルナンデスとともに満塁本塁打を放った。1イニング2満塁本塁打は史上3度目、パシフィック・リーグでは2度目（2本とも柵越え本塁打はパシフィック・リーグ初）、同一投手から2本は史上初となる。開幕後の1か月間は安打の半分が本塁打という状態で打率は規定打席到達者内で最低ながら本塁打数は1位という時もあった。5月2日の対ソフトバンク戦で先発投手は山﨑が苦手としている和田毅だったが、「どうせ打てないならダラダラ打ってやろう。」と体の力を抜いて（手の遊びを大きくして）打ったところ、和田を相手に2打席連続本塁打という結果に繋がった（加えて、和田の配球の傾向を野村から指摘されたことも本塁打に繋がった）。この力を抜いて打つ打法を山﨑自身は「こんにゃく打法」と呼んでいた。5月17日の対日本ハム戦では自身2度目となる1試合3本塁打、5月27日の対横浜戦では那須野巧から場外本塁打を放ち、両リーグ最速で20号に到達し、5月は打率.342、12本塁打、27打点でチーム初の月間MVPを獲得。自身にとっては中日に在籍していた1996年6月以来10年11か月ぶりで、この期間は史上最長でもある。また、両リーグでの月間MVP受賞は史上13人目である。同月以降はフェルナンデスの不振もあって4番に座ることが多かった。6月14日に史上152人目となる通算1500試合出場を達成。その後もセ・パ交流戦終了時点で27本塁打、レギュラーシーズン55本塁打という日本記録ペースで本塁打を量産した。レギュラーシーズン前半の好調は配球を読むようになったことと構える手の遊びを大きくしたことを本人は挙げている。配球を読むようになったきっかけは野村が試合中にベンチで若い投手と捕手に打者の心理の指示をしているのを傍らで聞き、それを打撃に応用したということである。また、「相手の配球を読んで打て」とのアドバイスも受けた。
指名打者として選出されたオールスターゲームの第1戦の代打出場の活躍の他、第2戦の第1打席での先制2点本塁打、第2打席の二塁打の活躍により、優秀選手賞とガリバー賞に選ばれ、賞品としてポルシェ・カイエンを獲得した。
8月27日にはこの日誕生日だった長女の前で39号と40号本塁打を記録。9月15日には11年ぶりとなる100打点を記録し、最終的に43本、108打点の自己最高記録でタフィ・ローズを上回り、初の打点王と11年振りとなる本塁打王とベストナイン（指名打者部門）に輝いた。21年目での40本塁打、100打点での本塁打王、打点王は史上初。なお、山﨑は一軍の試合に出場していない年が2年あり、実働19年目での40本塁打、本塁打王は王貞治、門田博光に並び、100打点、打点王は王、衣笠祥雄の20年目に次ぐ記録である。なお、両リーグでの本塁打王の獲得は落合、ローズに次ぐ3人目。また、39歳での本塁打王、打点王の獲得は40歳で両タイトルを獲得した門田に次ぐ歴代2位の記録である。また、過去最高クラスの成績を残し、なおかつチーム全体のことをも考えるようになったため、野村再生工場の成功事例の一つともなった。
山崎自身も「“野村再生工場”の中でも一番ハマったという自負はありますね。ヤクルトでの小早川（毅彦）さんなどもいますが、僕こそが一番の傑作だと思っています。タイトルも取っていますしね。だから野村再生工場の長男を自称しているんです」と語っている。
また、野村就任以降の本塁打量産についても「僕は追い込まれると三振したくなくて思い切ったバッティングができなかったのですが、野村監督から『三振、大いに結構。なぜ三振したかが大切。三振もいい当たりも同じアウト。根拠さえあれば思い切って振ればいい。何も考えずに三振してくるのはアカン』と言われた。三振しても次に活かせばいいと考えられるようになり、三振が恐くなくなった」「楽天でホームランを量産できたのは、この言葉をかけられたからなんです」と語っている。
この年、フェラーリ・F512Mを楽天オークションに出展。1450万999円で落札されたが、落札者が直後にオークション会員を退会したため不成立となった。この年のタイトル獲得を記念し、愛車のランボルギーニ・ムルシエラゴがドイツのミニチャンプス社によって特別にミニカー化され、「ミニカーファン」にて抽選販売が行われた。パッケージには楽天のコーポレートカラーのラインとチームロゴと自身のサインのプリントが入った特別仕様である。
2008年は野村監督の指示により、この年から3年間主将とチームリーダーを務める。同年に発生した岩手・宮城内陸地震には復興支援金として、レギュラーシーズンに打った本塁打1本に付き10万円、総額280万円を宮城県栗原市に寄付した。その寄付の感謝の意味を込め、市役所は翌年に栗原市営栗駒球場の愛称を「山﨑武司球場」とした。シーズンでは4月3日の対ロッテ戦で久保康友から史上32人目となる通算300号本塁打を放つ。4月は打率.374、7本塁打、21打点で月間MVPに選ばれる。その後は調子を落としたものの、オールスターゲームには同年より導入された選手間投票の指名打者部門で選ばれる。7月31日の第1戦では9回裏に久保田智之からサヨナラ打を放ち、MVPに選ばれる。なお、両リーグでのオールスターMVPは史上4人目である。最終的に打率.276、26本塁打、80打点で本塁打数はチームトップとなった。
2009年は6月14日の対横浜戦で松家卓弘から本塁打を放ち、史上5人目となる両リーグ150号本塁打を達成。7月8日の対ロッテ戦にも史上102人目の通算1500安打を達成したが、チャンスで打てないことが多かった。しかし、オールスター明けからは大事な場面で打つことが増え、特に8月16日の対ロッテ戦では8回まで6点ビハインドの状況で唐川侑己から史上23人目の通算350号となる3点本塁打を放つと9回裏二死の2点ビハインドの場面ではブライアン・シコースキーから同点2点本塁打を放った。この試合は結局、延長12回裏に小坂誠がサヨナラ打を放ち、6点差をひっくり返す逆転勝利を収めた。この試合以降、チームは29勝16敗という飛躍的な成績を挙げた。最終的に打率こそ.246と低かったものの、39本塁打、107打点と両部門リーグ2位という成績で打線を牽引しベストナインの指名打者部門に2年ぶりに選出、またチーム史上初の2位とクライマックスシリーズ出場に貢献した。40代での本塁打30本到達は王、門田、ローズに次いで4人目。打点は前述の王、衣笠の記録を更新する実働21年目での100打点到達となった。また、41歳を迎える年での100打点到達は門田、ローズ、金本知憲の40歳を超える史上初の記録。また、本塁打は楽天移籍後の150本塁打到達となり、中日時代に記録した本塁打と合わせて史上7人目となる2球団での150本塁打も記録。クライマックスシリーズでは40代以上では初となるポストシーズン2本塁打、7打点を挙げたが、チームは第2ステージで日本ハムに敗れた。
2010年は5月14日の対広島戦でエリック・スタルツから自身初となる代打満塁本塁打を放ち、5月23日の対中日戦では楽天以外の既存11チームと大阪近鉄バファローズからの本塁打を達成した。オールスターゲームでは第1戦で中日時代の元チームメイトの岩瀬仁紀から本塁打を放ちベストプレー賞を獲得。第2戦も東野峻から本塁打を放ち、40代での現役選手としては史上初の2本塁打で存在感を示した。しかし、前半は大不振で、交流戦では12球団トップとなる11本塁打を放って一時は復調したものの、交流戦後に再び不振に陥った。それでも後半に復調し、最終的にチームトップとなる28本塁打93打点を挙げたが、打率が.239と前半の不調が響き、チームも4年ぶりのリーグ最下位に終わった。
2011年は中日時代の恩師である星野仙一が監督に就任。前年のシーズンに加入したランディ・ルイーズの一塁手の守備に不安があることに伴い、守備力重視を掲げる星野の構想から指名打者の山﨑と一塁手のルイーズの役割が入れ替えとなった。3月11日に発生した東日本大震災の被害を受けた被災地球団（本拠地Kスタ宮城も影響を受ける）の4番打者として開幕を迎える。6月11日の中日戦では史上2人目となる40代での100号本塁打を中田賢一から放つも、同試合の最終打席で空振り三振をした際に、右手薬指を剥離骨折して戦線離脱を余儀なくされる。1か月後の7月19日に戦線復帰し、8月18日の西武戦で菊池雄星から史上17人目となる通算400号本塁打を放った。8月31日の対西武戦でも菊池から3点本塁打を放ち、7年連続で2桁本塁打を達成。この年は東日本大震災を経験し、楽天のチームメイトたちと被災地を訪問しながら地元の小学校の子供たちを激励した。そうした過去のボランティア活動などが評価され、2011年度ゴールデンスピリット賞を受賞した。しかし、若返りを図るチーム方針により、戦力外通告を受け、10月10日に退団が発表された。山﨑本人は「まだやれる自信はある。」と発言し、現役続行を希望した。前述の離脱もあり7年ぶりに規定打席に到達できず、102試合の出場で打率こそ.229になったものの、11本塁打、48打点は貧打に喘いだチーム内ではトップ（打点は松井稼頭央とトップタイ）だった。山﨑によると星野から直接「来年の構想に入っていない」と通告された。また、コーチの要請が球団からはあったが、断ったとのこと。星野とぶつかることはなかったが、星野が就任した時から終わりを覚悟していたという。その後、退団を自ら申し出て最後は中日でしたいと考えていたことを後のインタビューで明かしている。

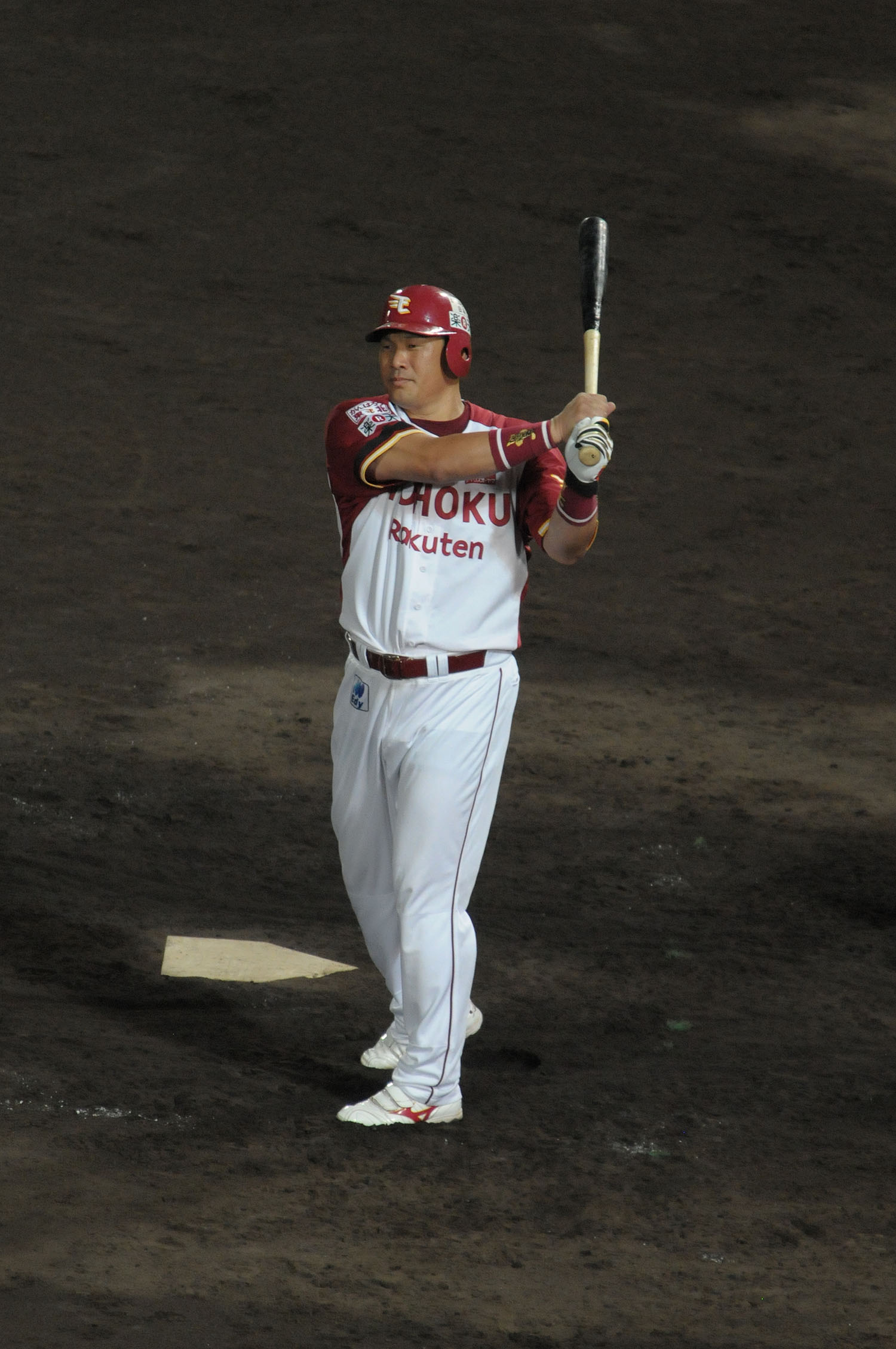
フルスイングを披露する山﨑（2011年）

また、恩師である野村に去就について相談したところ、「お前は25年やってきた。実績もある。辞める辞めないの決断は自分でしないといけない選手だ。人に言われて決めちゃいかん。まだやれると思うなら頑張れ」と現役続行を後押ししてもらったことも語っている。
12月8日に中日への移籍が決定。10年ぶりの古巣復帰を果たし、背番号は楽天時代と同じ「7」。また、楽天から中日へ移籍した初の選手となった。年俸3000万円、出来高は最大1億円という契約となった。

### 中日復帰後
2012年は山﨑と同じく中日復帰を果たした監督の高木が第1次高木監督時代と同様に山﨑を積極的に起用した。トニ・ブランコとの競争の中、オープン戦で4本塁打を放つなど結果を出し、3月30日の開幕戦は4番・一塁手で出場した。開幕戦での4番は2010年に金本が記録した41歳11か月を上回る43歳4か月のセントラル・リーグ最年長記録となった。その後も4番・一塁手として出場したものの、4月25日に野本圭と共にインフルエンザB型に感染していたことが判明し、登録を抹消された。7月14日の巨人戦の3回裏、復帰後初の本塁打をデニス・ホールトンから放った。翌日の試合では決勝の適時二塁打を放ち、古巣復帰後初のお立ち台に上がった。しかし、90試合に出場したものの、打率.209、1本塁打、13打点と期待に沿う活躍は出来なかった。シーズン終盤には左手薬指の骨折もあり、一時は引退を考えていたが、チームは翌年も山﨑を戦力の1人として考えていたため、現役続行を決断。12月5日の契約更改では300万円減の2700万円に出来高払いを加えてサインし、現役続行が決定した。
2013年は開幕一軍入りを果たし、主に代打での起用で6試合に出場したが、7打数1安打で打率.143と不振に陥り、4月8日には出場選手登録を抹消された。交流戦開始の5月14日に再登録され、同日の北海道日本ハムファイターズ戦では6回に代打として起用され、同点に追いつく適時三塁打を放った。なお、この三塁打でセントラル・リーグ最年長三塁打を記録し、金本の44歳3か月を抜く、44歳6か月で記録を更新した。試合は中日が勝ち、決勝の犠飛を放ったマット・クラークと共にお立ち台に上がった。5月17日の対楽天戦では9回裏に代打として起用され、青山浩二から自身7度目のサヨナラ打となる2点適時打を放ち、セントラル・リーグ最年長サヨナラ打を記録した。しかし、7月27日に出場登録を抹消されたことを受け、現役引退を決め、同月29日に正式に同年限りでの引退を表明。10月1日の対阪神戦では3番・二塁手として先発出場したが、1回表の打席のみの出場で1回裏の守備から森野将彦に交代したため、二塁手を守ることはなかった。山﨑をここ一番という場面で試合に使っていた監督の高木もこのシーズンをもって退任した。

### 現役引退後
2014年からはフジテレビ・ニッポン放送・東海テレビ・東海ラジオ・テレビ愛知の野球解説者、FOX SPORTS『BASEBALL CENTER』のアナリスト、夕刊フジの野球評論家を務める。
2014年3月18日に中日より3月21日の対楽天オープン戦（ナゴヤドーム）を「山﨑武司引退試合」とし、一日限定で支配下選手として登録されることが発表、3月20日に支配下選手登録された。中日の選手の引退試合がオープン戦で開かれるのは2010年の立浪和義以来であり、日本プロ野球で引退試合のために選手契約を結ぶのは山﨑が初である。プロ野球の最低年俸は420万円と決まっているため、1日限定の契約金は、それを300日で割った1万4千円だった。背番号は、支配下選手登録上では20とされたが、試合では中日で2002年まで使用した22を球団と登録上22番だった大野雄大の了承を得た上で使用し、4番指名打者で出場。初回一死一・二塁で迎えた打席では、則本昂大から二ゴロ併殺打に終わった。3月24日に再び任意引退公示がなされた。
2017年7月27日、楽天OBによる試合「滝風イオンメディック presents 楽天イーグルスレジェンドマッチ」にレジェンドイーグルスのメンバーとして参加し、4番打者として出場。4回に対戦相手のTFUクラブの木村謙吾から左中間への適時二塁打を放ち、この試合のMVP賞を獲得した。

#### モータースポーツ活動
現役時代から自動車レースにも興味を持っていたことから、アマチュアドライバーとしてProject μとINGINGのサポートを受けてトヨタ主催の「GAZOO Racing 86/BRZ Race」に参戦する方針を2014年初めに明らかにした。参戦に向けてモータースポーツライセンスを新たに取得する必要があることや、プロ野球シーズン中は解説者としての活動を優先することから、同年のシリーズにはスポット扱いで参戦するとした。その後7月26日、富士スピードウェイにて行われた第6戦にて、トヨタ・86でレースデビュー。かつての背番号にちなんだ7番のゼッケンを背負い、決勝Bレースを30位で完走した。その後も同レースのクラブマンシリーズ（アマチュアクラス）へ参戦を続け、2018年開幕戦では3位表彰台を獲得している。

#### 野村克也との関係
楽天時代には野村就任の話を聞いて、自分とは野球観が合う訳がないと考えていたため、引退後のインタビューで、野球人生の終わりを当初は感じたという。しかし関係が深まるにつれ、やりたくないとまで思っていた野球を再度面白いものだと思わせてくれた恩人として、現役時から現在に至るまで各方面で野村に対する感謝の意を述べている。
「とにかく初めて野村監督とお話させてもらったときには全否定されましたね。うまくやっていけるのかなと、そんな不安で始まったんですけど、日に日にいいお言葉をいただいて、可愛がっていただきました。野村監督じゃなければ2回目のホームラン王は絶対になかった。足を向けて寝られないですね」「年をとってしまうとパワーもスピードも全てにおいて衰える。『最後に使うのは頭だぞ、頭を使え』と再三言われて。（最初は）どうやって（頭を）使っていいか分からなかったんですけど、タイトルを獲ることができた」「一番印象に残っていることは『野球を好きになれ』ということ。『もっともっと野球を好きになりなさい』と言われました」
「実のところ、僕は子供の頃から『野球をやらされている』と思っていたので楽しくはなかった。大嫌いだった。現役を27年間やりましたが、野球が楽しいと思ったのは野村監督との4年間だけです」「僕にとって野村監督はオヤジです。野球以外でもかわいがってもらっていた。ずっとオヤジだと思って引退後も付き合っていました」。
「僕はこういう性格だから『監督を男にしたい』なんて思ったことがなかった。自分のため、家族のために野球をやっていた。でも野村のおやじだけは違った。唯一『胴上げしたい』と思った監督だった」

## 選手としての特徴
楽天時代に大きくプレースタイルを変えている。それまでは配球など読まない、ただ来た球を打つタイプの選手であり、最初の監督だった星野が三振を嫌う監督だったので、三振をしてはいけないという恐怖心を常に持っていた。しかし、野村に「三振だろうと、いい当たりだろうと、アウトはアウトだろう。そんなもん、根拠さえあれば思い切って振ってくればいいんだ。それでダメなら次、考えればいいだろ」と言われたことで三振を怖がらなくなり、野球がまた楽しくなったと述べている。また、三振を怖がらなくなったことでスイングから迷いが消え、野村から教えられた「思い切りの良さが一番大事」を実践するために配球データを洗ったり、野村のベンチ内でのぼやきを参考にして投球を読むことや考えることをするようになったという。技術面では、若い頃はボールに向かって行く打ち方をしていたが、後期は呼び込む打ち方をしていた。
2000本安打を達成せず、400本塁打を達成した（日本球界では他に田淵幸一、タフィ・ローズ、中村剛也がいる）。

## 人物
小学校時代からプロまで主将を務め、常にチーム全体や他の選手を気にかけていた。楽天では2008年から2010年まで主将とチームリーダーを務めるなど、首脳陣からもその素質を認められ、球団も指導者としての期待をかけていた。
中日時代は1年後輩ながら自身より早くレギュラーに定着し、野手陣のリーダーになっていた立浪和義に対し「立浪に後れは取れない。負けてたまるか」という反骨心を抱いていた一方、「あの時代には僕よりも期待されていた立浪和義さんがいた。僕はどうしても立浪さんの壁を超えることができなかったのだ」と振り返っているが、設立間もない楽天移籍後は「自然にトップとなり、かかる期待も大きくなり、期待が大きければ大きいほどやりがいも生まれてきた」と述懐している。なお、落合博満は2012年1月13日に紀伊國屋ホールで開かれた著書『采配』（ダイヤモンド社）刊行記念の講演で「山﨑と立浪は後ろ盾がしっかりしていてそれぞれ強力な派閥を持っており、仲が悪い」と発言したが、山﨑自身は山本昌との対談で「（立浪とは）別に仲が悪いわけではないが、中日の野手ナンバーワンの座には常に立浪がいたから自分はナンバー2, 3に甘んじていた。自分の中では『立浪には絶対に負けたくない』と張り合っていた」と発言している。
自身でも生意気かつ短気で喧嘩っ早い性格と自負しておりロサンゼルス留学の際にはアイク生原に「何故アマチュアの人にプロ野球選手が指導されなければいけないのか」と言い放った。またこのような性格から、死球(寸前含む)で投手や捕手に詰め寄ったり、審判の判定に納得がいかないと激昂する場面も多く見られ、現役時代6度の退場処分を受けている。
このことを受けてアイク生原は山崎の実家に手紙を送り付け、その手紙を読んだ母親から山崎は叱責を受ける。
帰国後も山崎とアイク生原は交流があったものの同じく留学生であった山本昌が大活躍した為、関係は薄かった。
ある時、アイク生原の妻に挨拶をした山崎は「あなた未だ野球を続けていたのね」と言われたという。
中日復帰後、自身より年下のコーチである渡邉博幸にはタメ口で接していた。
中学校時代は野球部だけでなく、相撲部でも活躍した。野球では地方大会止まりだったが、3年の時の大会終了後、数日の練習で相撲の愛知大会で優勝、全国大会にも出場して藤島部屋などの多くの部屋からスカウトされた。元前頭筆頭・朝乃若（現:若松親方）は愛知工業大学名電高等学校の1年後輩。元十両2枚目・須佐の湖は小学校と中学校の4年後輩で幼なじみでもある。
若手時代に野球評論家だった長嶋茂雄が中日の沖縄キャンプを訪れた際に長嶋から指導を受けたことがあり、後に巨人の監督に就任した長嶋に挨拶しに行くと「おい、ヤマ。元気か」と声をかけてもらったという。
2017年6月18日放送の『たけい荘Ｚ〜壮だったのか！スポーツの極意〜』で「テレビ初！ガチンコ相撲対決」という企画に挑み、大相撲の幕内・石浦と簡易土俵で勝負した際には、頭をつけてハズ押し、右上手を引いて投げを打ち、踏ん張った石浦は土俵際で左下手で投げ返し、山﨑を転がした。「強い。まさか頭をつけてくるとは」と石浦は驚き、御嶽海は「どっちが関取かわからない」と称賛。山﨑は「めちゃくちゃうれしい」と関取に投げられて感激していた。
1998年の正月番組『プロ野球オールスタースポーツフェスティバル』の相撲競技で優勝。1999年にも出場して2年連続優勝するが、対戦相手の片岡篤史が右肩脱臼の重傷を負い、これ以降、プロ野球選手の相撲競技は行われなくなった。
愛称は「ジャイアン」、「キン肉マン」、「タケシ」、「ヤマ」など。風貌と性格、「たけし」という名前から、漫画『ドラえもん』のキャラクターである「ジャイアン」にあやかり、「ジャイアン」とあだ名された。山﨑の氏名は「山﨑武司」、ジャイアンの氏名は「剛田武」である。これは中日と楽天でチームメイトであった中村武志と区別する意味もある。中村は中日時代から監督やファンに「タケシ」と呼ばれていて、山﨑は普通に「山﨑」と呼ばれていた。2011年に山﨑が出した著書にも「リアルジャイアン」の言葉が使われている。楽天時代でその他のコーチたちからも「タケシ」と呼ばれていた。自身曰く、ジャイアン同様音痴でもあると言う。
趣味はミニカー収集で、2011年現在では自宅に約5000台のミニカーがある。ミニカーメーカーの京商と専門誌がタイアップしたドイツツアーにミニカーのコレクターとして特別ゲストとして参加した。自宅のコレクションとインタビューは季刊専門誌『ミニカーファン』に掲載された。ラジコンカーも収集しており、2005年まで山本昌とラジコンカーレース大会『山山杯』を毎年開催していた。自宅にはセグウェイがある。また、趣味のミニカーとラジコンカーは飾ってあるが、野球関係のものは飾らずに箱に入れたままになっている。2008年末に『SPORTS STADIUM』で自宅が紹介された際、その年のオールスターMVPのトロフィーや、2007年二冠王のトロフィーなどを「もらって以来初めて箱から出した。」と語っていた。
愛車はフェラーリ、メルセデス・ベンツ。2011年にはランボルギーニ・アヴェンタドールを「日本輸入第1号車」という条件付で契約し、結果としては第2号車になった。また、「引退したらランボルギーニ・カウンタックを『観賞用』として購入する。」とも公言していた。前述の通りプロ野球引退後はアマチュアのレーシングドライバーとしても活動している。少なくとも、プロ入りしてから30台は車の乗り継ぎをしてきたとのこと。
少年時代から車好きで、プロ入りしてすぐにトヨタ・ソアラを購入。毎年のように車を買い替え、20歳にしてBMWを所持していた。この当時山﨑は二軍暮らしの寮住まいであり、「寮生は車を所持してはいけない」という決まりがあったが、山﨑は実家に車を置いて、たびたび兄に寮まで持って来てもらってはこっそり乗り回していた（その際、チームメイトには兄の車だと偽っていた）。その後、メルセデス・ベンツ・500SLを購入、一度だけ球場まで乗り込んだが、当時メルセデス・ベンツ・560SELを愛用していた小松辰雄に見つかり叱られた。
好物はエビフライ。山﨑がプロデュースして2006年8月5日に発売された「どえりゃー山﨑弁当」には、山﨑の「とにかく大きなエビフライが目立つ豪快な弁当にしたい。」という強い希望に応えて、大きなエビを頭から丸ごと使ったエビフライが入っていた。「間違いなく売り上げは日本一です。」という。2007年8月27日には約18cmの巨大エビフライ入りの「山﨑でらうまカレー」、2008年4月19日には地元の愛知県の名産の手羽先をおつまみとした「テバサキタケシ」をプロデュースし、販売初日には30分で完売した。
酒が全く飲めないが、周囲からは勝手に酒豪扱いされることも多い。楽天時代は仙台・国分町にある知人の店でよく食事をしていたが、そのせいで「国分町のドンペリを全部集めて飲んでた」と噂を立てられたこともあった。食事が楽しみであるが、その反面体調管理にも気を配っている。若い頃は、食事に関しても適当だと認めており、睡眠も雑だったが楽天時代に改めた。
中日時代に児童施設を慰問したことがきっかけで、ボランティア活動を行うようになり、現役時代には毎年シーズンオフになればサンタクロースの扮装で施設慰問をするのが恒例になっている。
中日時代の応援歌はナゴヤ球場時代のもの（『名古屋はええよ!やっとかめ』の替え歌）とナゴヤドーム移転後のものが存在する。ナゴヤドーム時代のものは楽天時代にも使われ、ナゴヤ球場時代のものは中日復帰後に使われている。また、楽天時代の2008年にはチームの応援歌「越えろ!楽天イーグルス（歌：℃-ute）」のプロモーション・ビデオに出演した。
野球では右投げ右打ちであったが、食事の際には箸やスプーンを左手で持つ。ペンは右手。
1999年5月21日からは登録名を戸籍上の表記の「山崎」から「山﨑」へ変更した。但し「﨑」は常用外漢字の為、使用に制限がある一部メディアでは常用漢字の「崎」で表記される。
中日では2001年から2003年にかけて、山﨑賢太（姓の読み方は「やまざき」）がいたため、表記名はそれぞれ「山﨑武」「山﨑賢」となっていた。また、楽天では2006年から2009年にかけて、山崎隆広（姓の読み方は「やまざき」）がいたため、表記名はそれぞれ「山﨑武」、「山崎隆」となっていた。
日本プロ野球において、先発投手が9イニング完全試合状態を継続しながらも、9回終了時に0-0だったためその時点で記録が成立せず延長戦となり、延長10回に登板して安打を許し記録達成を逃した事例は僅か2回だけであるが、山﨑は最初の2005年8月27日、インボイスSEIBUドームにおける西武西口文也の事例においては対戦相手の4番打者として、2例目となった2022年5月6日、バンテリンドームナゴヤにおける中日大野雄大の事例においてはサンテレビジョンの生中継解説者として、いずれも現場に立ち合うという稀有な経験をしている。なお山﨑以外には、2005年の試合において西武の監督だった伊東勤も、2022年の試合においてNHK BS1の解説者として、両現場に立ち合っていた。

## 詳細情報

### 年度別打撃成績
| 年 度      | 球 団      | 試 合 | 打 席 | 打 数 | 得 点 | 安 打 | 二 塁 打 | 三 塁 打 | 本 塁 打 | 塁 打 | 打 点 | 盗 塁 | 盗 塁 死 | 犠 打 | 犠 飛 | 四 球 | 敬 遠 | 死 球 | 三 振 | 併 殺 打 | 打 率 | 出 塁 率 | 長 打 率 | O P S |
| ---------- | ---------- | ----- | ----- | ----- | ----- | ----- | -------- | -------- | -------- | ----- | ----- | ----- | -------- | ----- | ----- | ----- | ----- | ----- | ----- | -------- | ----- | -------- | -------- | ----- |
| 1989       | 中日       | 20    | 35    | 29    | 2     | 5     | 1        | 0        | 0        | 6     | 2     | 0     | 0        | 0     | 1     | 5     | 1     | 0     | 11    | 0        | .172  | .286     | .207     | .493  |
| 1990       | 中日       | 5     | 8     | 7     | 1     | 3     | 1        | 0        | 0        | 4     | 0     | 0     | 0        | 0     | 0     | 1     | 0     | 0     | 1     | 0        | .429  | .500     | .571     | 1.071 |
| 1991       | 中日       | 26    | 51    | 43    | 2     | 6     | 2        | 0        | 1        | 11    | 2     | 0     | 1        | 1     | 0     | 7     | 0     | 0     | 18    | 2        | .140  | .260     | .256     | .516  |
| 1992       | 中日       | 40    | 117   | 106   | 6     | 25    | 5        | 0        | 4        | 42    | 10    | 0     | 0        | 0     | 0     | 10    | 0     | 1     | 26    | 6        | .236  | .308     | .396     | .704  |
| 1993       | 中日       | 77    | 187   | 163   | 14    | 44    | 12       | 0        | 3        | 65    | 17    | 0     | 0        | 1     | 2     | 20    | 0     | 1     | 43    | 6        | .270  | .349     | .399     | .748  |
| 1994       | 中日       | 38    | 50    | 42    | 7     | 11    | 3        | 0        | 3        | 23    | 13    | 0     | 1        | 0     | 0     | 8     | 0     | 0     | 13    | 0        | .262  | .380     | .548     | .928  |
| 1995       | 中日       | 66    | 233   | 203   | 28    | 59    | 10       | 0        | 16       | 117   | 39    | 2     | 0        | 1     | 3     | 21    | 2     | 5     | 56    | 5        | .291  | .366     | .576     | .943  |
| 1996       | 中日       | 127   | 502   | 453   | 83    | 146   | 20       | 0        | 39       | 283   | 107   | 1     | 1        | 0     | 3     | 42    | 2     | 4     | 95    | 11       | .322  | .382     | .625     | 1.007 |
| 1997       | 中日       | 130   | 483   | 421   | 45    | 108   | 19       | 2        | 19       | 188   | 54    | 0     | 1        | 0     | 1     | 55    | 4     | 6     | 66    | 14       | .257  | .350     | .447     | .797  |
| 1998       | 中日       | 131   | 516   | 439   | 52    | 112   | 17       | 1        | 27       | 212   | 86    | 0     | 3        | 0     | 6     | 63    | 0     | 8     | 95    | 14       | .255  | .355     | .483     | .838  |
| 1999       | 中日       | 113   | 410   | 354   | 59    | 87    | 16       | 0        | 28       | 187   | 75    | 1     | 0        | 1     | 1     | 50    | 1     | 4     | 99    | 11       | .246  | .345     | .528     | .873  |
| 2000       | 中日       | 118   | 473   | 427   | 55    | 133   | 29       | 3        | 18       | 222   | 68    | 3     | 2        | 0     | 3     | 39    | 4     | 4     | 74    | 15       | .311  | .372     | .520     | .892  |
| 2001       | 中日       | 111   | 398   | 365   | 46    | 87    | 16       | 0        | 25       | 178   | 51    | 0     | 1        | 1     | 1     | 24    | 2     | 7     | 95    | 13       | .238  | .297     | .488     | .785  |
| 2002       | 中日       | 26    | 83    | 78    | 2     | 15    | 2        | 0        | 2        | 23    | 5     | 0     | 0        | 0     | 0     | 5     | 0     | 0     | 26    | 1        | .192  | .241     | .295     | .536  |
| 2003       | オリックス | 110   | 401   | 358   | 42    | 83    | 21       | 1        | 22       | 172   | 68    | 0     | 0        | 0     | 4     | 36    | 0     | 3     | 95    | 11       | .232  | .304     | .480     | .784  |
| 2004       | オリックス | 62    | 166   | 151   | 18    | 37    | 8        | 0        | 4        | 57    | 20    | 0     | 0        | 0     | 0     | 13    | 1     | 2     | 41    | 5        | .245  | .313     | .377     | .690  |
| 2005       | 楽天       | 118   | 430   | 383   | 51    | 102   | 22       | 1        | 25       | 201   | 65    | 0     | 1        | 0     | 2     | 38    | 2     | 7     | 80    | 8        | .266  | .342     | .525     | .867  |
| 2006       | 楽天       | 122   | 479   | 419   | 40    | 101   | 21       | 1        | 19       | 181   | 67    | 0     | 2        | 0     | 2     | 51    | 1     | 7     | 116   | 6        | .241  | .332     | .432     | .764  |
| 2007       | 楽天       | 141   | 594   | 506   | 86    | 132   | 27       | 2        | 43       | 292   | 108   | 1     | 1        | 0     | 7     | 71    | 6     | 10    | 142   | 28       | .261  | .359     | .577     | .936  |
| 2008       | 楽天       | 142   | 589   | 510   | 63    | 141   | 21       | 0        | 26       | 240   | 80    | 1     | 1        | 0     | 1     | 73    | 5     | 5     | 118   | 21       | .276  | .372     | .471     | .842  |
| 2009       | 楽天       | 142   | 611   | 536   | 73    | 132   | 27       | 0        | 39       | 276   | 107   | 3     | 0        | 0     | 4     | 67    | 4     | 4     | 114   | 23       | .246  | .332     | .515     | .847  |
| 2010       | 楽天       | 141   | 598   | 540   | 58    | 129   | 26       | 1        | 28       | 241   | 93    | 1     | 0        | 0     | 6     | 45    | 1     | 7     | 147   | 10       | .239  | .303     | .446     | .749  |
| 2011       | 楽天       | 102   | 402   | 362   | 26    | 83    | 15       | 1        | 11       | 133   | 48    | 0     | 1        | 0     | 8     | 28    | 0     | 4     | 89    | 10       | .229  | .286     | .367     | .653  |
| 2012       | 中日       | 90    | 215   | 191   | 9     | 40    | 13       | 0        | 1        | 56    | 13    | 1     | 0        | 0     | 2     | 18    | 1     | 4     | 44    | 5        | .209  | .288     | .293     | .582  |
| 2013       | 中日       | 51    | 71    | 62    | 1     | 13    | 1        | 1        | 0        | 16    | 7     | 0     | 0        | 0     | 0     | 5     | 0     | 4     | 11    | 5        | .210  | .310     | .258     | .568  |
| 通算：25年 | 通算：25年 | 2249  | 8102  | 7148  | 869   | 1834  | 355      | 14       | 403      | 3426  | 1205  | 14    | 16       | 5     | 57    | 795   | 37    | 97    | 1715  | 230      | .257  | .337     | .479     | .816  |

- 各年度の太字はリーグ最高

### タイトル
- 本塁打王：2回 （1996年、2007年） ※両リーグでの獲得は史上3人目
- 打点王：1回 （2007年）
- 最多勝利打点：1回 （1998年） ※特別賞

### 年度別守備成績
| 年度 | 試合 | 企図数 | 許盗塁 | 盗塁刺 | 阻止率 |
| ---- | ---- | ------ | ------ | ------ | ------ |
| 1989 | 8    |        | 9      | 1      | .100   |
| 通算 | 8    |        | 9      | 1      | .100   |

### 表彰
- ベストナイン：3回（外野手部門：1996年 指名打者部門：2007年、2009年）
- 最優秀JCB・MEP賞：1回（1998年）
- 優秀JCB・MEP賞：1回（1996年）
- 月間MVP：3回（打者部門：1996年6月、2007年5月、2008年3・4月）
- 「ジョージア魂」賞：1回（2010年度第9回）
- オールスターゲームMVP：2回（2000年第2戦、2008年第1戦）
- オールスターゲーム優秀選手賞：1回（2007年第2戦）
- オールスターゲームベストプレー賞：1回（2010年第1戦）
- オールスターゲーム ガリバー賞：1回（2007年）[207]
- 報知プロスポーツ大賞（野球部門パシフィック・リーグ）：1回（2007年）
- ベスト・ファーザー イエローリボン賞 in 「プロ野球部門」（2008年）
- ゴールデンスピリット賞：1回（2011年）
- タニタ健康大賞（2011年）

### 記録
初記録
- 初出場：1989年9月7日、対広島東洋カープ19回戦（広島市民球場）、9回表に遠田誠治の代打として出場
- 初打席・初三振：同上の試合で9回表に川端順から三振
- 初安打：1989年9月10日、対ヤクルトスワローズ19回戦（ナゴヤ球場）、9回裏に内藤尚行から左前安打
- 初打点：1989年9月13日、対横浜大洋ホエールズ24回戦（横浜スタジアム）、8回表に西本聖の代打として出場、松本豊から
- 初二塁打：1989年9月16日、対広島東洋カープ21回戦（ナゴヤ球場）、5回裏に川口和久から
- 初先発出場：1989年10月4日、対広島東洋カープ24回戦（広島市民球場）、8番・捕手として出場
- 初本塁打：1991年5月9日、対横浜大洋ホエールズ5回戦（横浜スタジアム）、5回表に田辺学から場外ソロ
- 初盗塁：1995年6月1日、対横浜ベイスターズ10回戦（ナゴヤ球場）、6回裏に二盗（投手：五十嵐英樹、捕手：秋元宏作）

節目の記録
- 100本塁打：1998年8月18日、対ヤクルトスワローズ18回戦（神宮球場）、2回表にマーク・エーカーから左越えソロ ※史上198人目
- 150本塁打：2000年7月12日、対阪神タイガース15回戦（ナゴヤドーム）、7回裏に吉田豊彦から左越えソロ ※史上114人目
- 1000試合出場：2001年10月6日、対広島東洋カープ28回戦（広島市民球場）、9回裏に一塁手として出場 ※史上376人目
- 200本塁打：2003年8月19日、対福岡ダイエーホークス22回戦（福岡ドーム）、2回表に倉野信次から左中間へ逆転2ラン ※史上77人目
- 1000本安打：2005年7月2日、対北海道日本ハムファイターズ6回戦（フルキャストスタジアム宮城）、3回裏に江尻慎太郎から左前安打 ※史上234人目
- 1000三振：2006年8月1日、対福岡ソフトバンクホークス11回戦（福岡Yahoo! JAPANドーム）、3回表に新垣渚から ※史上39人目
- 250本塁打：2006年8月5日、対オリックス・バファローズ12回戦（フルキャストスタジアム宮城）、1回裏に吉井理人から左越え3ラン ※史上49人目
- 1500試合出場：2007年6月14日、対中日ドラゴンズ4回戦（フルキャストスタジアム宮城）、4番・指名打者として先発出場 ※史上152人目
- 300本塁打：2008年4月3日、対千葉ロッテマリーンズ3回戦（クリネックススタジアム宮城）、3回裏に久保康友から左越えソロ ※史上32人目
- 両リーグ150本塁打：2009年6月14日、対横浜ベイスターズ4回戦（クリネックススタジアム宮城）、7回裏に松家卓弘から左中間へソロ ※史上5人目
- 1500本安打：2009年7月8日、対千葉ロッテマリーンズ10回戦（クリネックススタジアム宮城）、8回裏に荻野忠寛から中越え2ランで本塁打を放ち達成 ※史上102人目
- 1000打点：2009年8月13日、対福岡ソフトバンクホークス17回戦（クリネックススタジアム宮城）、6回裏に藤岡好明から左前2点適時二塁打 ※史上35人目
- 350本塁打：2009年8月16日、対千葉ロッテマリーンズ17回戦（クリネックススタジアム宮城）、8回裏に唐川侑己から左中間へ3ラン ※史上23人目
- 300二塁打：2009年9月19日、対千葉ロッテマリーンズ21回戦（クリネックススタジアム宮城）、8回裏に根本朋久から右中間二塁打 ※史上54人目
- 3000塁打：2010年4月8日、対北海道日本ハムファイターズ3回戦（札幌ドーム）、6回表にボビー・ケッペルから左越え2ランで本塁打を放ち達成 ※史上46人目
- 1500三振：2010年7月7日、対千葉ロッテマリーンズ9回戦（クリネックススタジアム宮城）、2回裏に大嶺祐太から ※史上9人目
- 2000試合出場：2010年9月22日、対北海道日本ハムファイターズ23回戦（札幌ドーム）、4番・指名打者として先発出場 ※史上42人目
- 40代での100本塁打：2011年6月11日、対中日ドラゴンズ3回戦（クリネックススタジアム宮城）、3回裏に中田賢一から左中間ソロ ※史上2人目
- 400本塁打：2011年8月18日、対埼玉西武ライオンズ14回戦（西武ドーム）、9回表に菊池雄星から左越えソロ ※史上17人目
- 350二塁打：2012年7月26日、対東京ヤクルトスワローズ14回戦（ナゴヤドーム）、5回裏に館山昌平から右前二塁打 ※史上34人目

その他の記録
- 年齢別最多本塁打：39歳で43本塁打、41歳で39本塁打
- シーズン100打点到達の最年長記録：41歳
- 代打満塁本塁打：2010年5月14日、対広島東洋カープ2回戦（MAZDA Zoom-Zoom スタジアム広島）、6回表にエリック・スタルツから
- セントラル・リーグ最年長二塁打：44歳6か月、2013年6月1日、対北海道日本ハムファイターズ4回戦（札幌ドーム）、4回表に大谷翔平から二塁打
- セントラル・リーグ最年長三塁打：44歳6か月、2013年5月14日、対北海道日本ハムファイターズ1回戦（ナゴヤドーム）、6回裏に宮西尚生から右前適時三塁打
- セントラル・リーグ最年長サヨナラ打：44歳6か月、2013年5月17日、対東北楽天ゴールデンイーグルス1回戦（ナゴヤドーム）、9回裏に青山浩二から左前2点適時打
- オールスターゲーム出場：6回（ファン投票：2007年、2011年、選手間投票：2008年、2010年、監督推薦：1996年、2000年）
- オールスターゲーム（2010年度）で40代での最多2本塁打

### 背番号
- 22（1987年 - 2002年、2014年）
- 5（2003年 - 2004年）
- 7（2005年 - 2013年）
- 20（2014年）※引退試合出場のための登録上のもの[179]。引退試合では大野雄大の22をつけて出場した[180][181]。

### 登録名
- 山崎 武司（やまさき たけし、1987年 - 1999年5月20日）
- 山﨑 武司[注 1]（読み同じ、1999年5月21日 - 2014年）

## 関連情報

### 著書
- 『野村監督に教わったこと：僕が38歳で二冠王になれた秘密』（講談社、2008年2月、ISBN 4062145332）
  - 『野村監督に教わったこと：部下は上司で生き変わる』（講談社+α文庫、2010年1月、ISBN 4062813416）
- 『奇跡の超弾道：進化を続ける心技体』（ベースボール・マガジン社新書、2010年9月、ISBN 4583102976）
- 『今、意味がないと思うことに価値がある』（ベストセラーズ、2010年11月、ISBN 4584132801）
- 『リアルジャイアンから悩める君たちへ』（マーブルトロン、2011年5月、ISBN 4879196347）
- 『復活力：東北、ありがとう』（あさ出版、2011年12月、ISBN 4860634918）
- 『進化』（あさ出版、2013年4月、ISBN 4860635981）※山本昌との共著
- 山﨑武司『さらば、プロ野球：ジャイアンの27年』（第1刷発行）宝島社、2014年1月25日。ISBN 978-4800219404。
- 『40代からの退化させない肉体：進化する精神』（講談社+α新書、2014年4月、ISBN 4062728516）
- 『証言 ノムさんの人間学 弱者が強者になるために教えられたこと』（宝島社、2020年5月、ISBN 978-4299004833）※古田敦也、宮本慎也、赤星憲広ほかとの共著

### 関連書籍
- 『プロ野球：戦力外通告を受けた男たちの涙』（美山和也・加藤慶・田口元義共著、宝島SUGOI文庫、2012年5月、ISBN 9784796697262）

### 出演

#### テレビ番組
- 「炎の体育会TV」（2014年2月1日、2021年5月15日） - マスクドスラッガーとして出演
- 「SAMURAI BASEBALL」（CBCテレビゲスト解説・TBSテレビ副音声ゲスト）
- 「ドラHOTプラス」（2014年-、東海テレビ）
- 「野球道」（2014年-、東海テレビ）※ローカル中継は『DRAGONS LIVE』のタイトルで放送。年度によりフジテレビ主管制作の対読売ジャイアンツ戦全国中継・フジテレビ制作関東ローカルおよびBSフジ向けのパ・リーグ公式戦中継、CS放送向けの「SWALLOWS BASEBALL LIVE」や同系列の仙台放送・テレビ新広島・テレビ西日本制作中継にも出演する場合あり
- 「テレビ愛知 10チャンベースボール」（2014年-、テレビ愛知）
- 「BASEBALL CENTER」（2014年、FOX SPORTS ジャパン）
- 大相撲中継（2014年名古屋場所10日目ゲスト解説　NHK総合テレビジョン）
- 水曜日のダウンタウン（2014年8月27日、2017年8月2日） - 時速300キロのピッチングマシンに挑戦。2度目は「ホームランバー」の棒を集めて作ったバットで本塁打に挑戦。
- ニノさん（2021年4月3日、日本テレビ）‐異種格闘技衝撃力ダービー[注 21]

#### テレビドラマ
- 「黄金鯱伝説グランスピアー 2ndシーズン」（2014年5月10日） - 少年の父親（武）役
- 「全力離婚相談」第2話（2015年1月13日、NHK総合テレビ） - 樺島 役
- 「八月は夜のバッティングセンターで。」第2話（2021年7月15日、テレビ東京）本人 役[208]

#### ラジオ番組
- 「ニッポン放送ショウアップナイター」（2014年 - 、ニッポン放送）
- 「東海ラジオ ガッツナイター」（2014年 - 、東海ラジオ）
- 「ドラヂカラ!!」（2016年9月 - 2019年3月、東海ラジオ、水・木曜担当）
- 「山﨑武司 ホームラン魂！」（2022年10月 - 2023年3月、東海ラジオ）

#### CM
- EMIミュージック・ジャパン「今井美樹ベストアルバム『Premium Ivory -The Best Songs Of All Time-』」（2015年）[209]

#### PV
- 今井美樹「卒業写真」